# Джейсон Рубін
Джейсон Рубін (англ. Jason Rubin) — американський режисер відеоігор, сценарист і творець коміксів. Він найбільш відомий завдяки серіям ігор Crash Bandicoot та Jak and Daxter, які були створені Naughty Dog, студією розробки ігор, яку він заснував разом зі своїм партнером і другом дитинства Енді Ґевіном у 1986 році. Він був президентом THQ до її закриття через банкрутство 23 січня 2013 року. Рубін є віце-президентом Metaverse Content у Meta Platforms.

## Кар'єра
Рубін та Енді Ґевін заснували Naughty Dog у 1984 році. Пізніше того ж року вони разом опублікували свою першу гру — бюджетну гру під назвою Ski Crazed. У 1989 році Рубін і Ґевін продали свою першу гру Electronic Arts: рольову гру під назвою Keef the Thief. Він взяв коротку перерву в навчанні та ґеймдизайні, щоб переїхати до Лос-Анджелеса та спробувати кар'єру сценариста, але після незначного успіху повернувся до навчання та ґеймдизайну.
Коли Ґевін був студентом коледжу Гаверфорд, а Рубін – в Університеті Мічигану, вони співпрацювали над своєю наступною грою: рольовою грою під назвою Rings of Power. Гра починалася як гра для ПК, але під час зустрічей в Electronic Arts Ґевін помітив зворотно-інжинірингову версію Sega Genesis, запропонував дещо змінену версію гри Трипові Гокінсу, і гра стала першою консольною грою дуету. Rings of Power досі має культову популярність.
Після довгих умовлянь Гокінса, Рубін і Ґевін зробили рішучий крок і почали розробляти Way of the Warrior, натхненну Mortal Kombat, для консолі 3DO. Вони продемонстрували гру на CES і зацікавилися Скіпом Полом, колишнім головою відділу Coin-Op Atari, а потім керівником нової Universal Interactive Studios. Скіп підписав з парою контракт на розробку трьох ігор в Universal, перемістивши їх до Universal Studios і познайомивши з Марком Черні, який працював з парою над дизайном їхньої наступної гри, 3D-платформера під назвою Crash Bandicoot, натхненного грою "Donkey Kong Country".
Crash Bandicoot виявився надзвичайно успішним, і Sony використовувала головного героя як свого неофіційного талісмана PlayStation протягом кількох років. Завдяки вражаючій візуальній складовій, якої розробник зміг досягти на консолі PlayStation, гра стала еталоном якості, якому прагнули досягти всі інші розробники ігор, і серія породила три продовження від Naughty Dog, продавши понад 26 мільйонів одиниць. Серія продовжується з іншими командами розробників, продавши понад 40 мільйонів одиниць по всьому світу.
Після успіху з Crash Bandicoot, Рубін та Ґевін почали працювати над Jak and Daxter, франшизою, яка продала 9 мільйонів копій через різні втілення Naughty Dog. Серія продовжувалася з іншими розробниками і станом на 2017 рік була продана накладом 15 мільйонів копій по всьому світу. Перед виходом Jak and Daxter, Sony придбала Naughty Dog, яка стала дочірньою компанією Sony Computer Entertainment America у 2001 році. В результаті, Jak and Daxter: The Precursor Legacy була розроблена ексклюзивно для PlayStation 2.
За 18 років роботи над Naughty Dog вони створили чотирнадцять оригінальних ігор, включаючи Math Jam (1985), Ski Crazed (1986), Dream Zone (1987), Keef the Thief (1989), Rings of Power (1991), Way of the Warrior (1994), Crash Bandicoot (1996), Crash Bandicoot 2: Cortex Strikes Back (1997), Crash Bandicoot: Warped (1998), Crash Team Racing (1999), Jak and Daxter: The Precursor Legacy (2001), Jak II (2003), Jak 3 (2004) та Jak X: Combat Racing (2005). Разом ці ігри було продано тиражем понад 35 мільйонів одиниць та принесли понад 1 мільярд доларів доходу.
Всього через кілька днів після суперечливої промови на саміті D.I.C.E. 2004 року, в якій критикував видавців за те, що вони не визнають та не просувають таланти, відповідальні за створення ігор, Рубін публічно оголосив про свій відхід з Naughty Dog.
29 травня 2012 року Рубін приєднався до видавництва відеоігор THQ, яке переживає труднощі, на посаді президента та відповідав за всі операції THQ з розробки продуктів, маркетингу та видавничої справи по всьому світу. На момент приєднання Рубіна до THQ компанія звільнила сотні своїх співробітників, а акції втратили понад 99% своєї вартості з піку.
Згідно з Game Industry International, «призначення Джейсона Рубіна кермом компанії було безперечно вдалим кроком — засновник Naughty Dog має завидний послужний список і цілком справедливо користується повагою галузі — але на той час, коли він обійняв цю посаду, акції THQ вже впали, а звільнення йшли повним ходом. Компанія була смертельно поранена; нездатність Рубіна реанімувати свого невиліковно хворого пацієнта жодним чином не повинна відображатися на його власних талантах і здібностях».
Щоб врятувати команди та продукти, керівництво компанії провело реструктуризацію. В рамках цього процесу THQ подала заяву на розгляд згідно з главою 11 з наміром продати свої активи на аукціоні.
Невдовзі після цього керівництво THQ оголосило про те, що Clear Lake Capital пропонувала переслідувальний контракт на придбання компанії за 60 мільйонів доларів. Продажем THQ займався Скіп Пол з Centerview Partners, колишній колега Джейсона Рубіна.
Кредитори заявили, що запропонований продаж THQ через суд з питань банкрутства вигідний нинішньому керівництву THQ, включаючи Рубіна. Ранні заперечення кредиторів та судові документи не були прихильними до керівництва THQ. Хоча й не отримала такого широкого розголосу, як початкова критика, суддя Волрат поклала край усій аргументації щодо неефективного управління, назвавши її офіційно «теорією змови». Крім того, ті ж кредитори, які висунули початкові звинувачення, зрештою зробили незвичайний крок, звільнивши керівництво THQ, включаючи Рубіна, від будь-яких зловживань, зазначених у офіційному плані ліквідації компанії.
Публічні заяви Рубіна, зроблені в той час, є чіткими. Керівництво завжди було відкритим для учасників торгів з вищою ціною та активно шукало таких учасників, водночас намагаючись зберегти компанію, як на благо Компанії, так і Кредиторів:
|                                 | Наш процес у рамках 11-ї глави дозволяє іншим учасникам торгів робити конкуруючі пропозиції щодо THQ. Тож, хоча ми надзвичайно раді можливості з Clearlake [переслідувальним конем], ми не зможемо сказати, що угода укладена протягом приблизно місяця. Що б не сталося, команди та продукти, ймовірно, опиняться разом і в надійних руках. Це означає, що ви все ще можете оформити попереднє замовлення на Metro: Last Light, Company of Heroes 2 та South Park: The Stick of Truth. Наші команди все ще працюють над цими іграми, поки ви це читаєте, а всі інші чутки про них, такі як четверта частина Saints Row, продовження Homefront та багато інших, також все ще перебувають у розробці. Оригінальний текст (англ.) Our Chapter 11 process allows for other bidders to make competing offers for THQ. So while we are extremely excited about the Clearlake [stalking horse] opportunity, we won't be able to say that the deal is done for a month or so. Whatever happens, the teams and products look likely to end up together and in good hands. That means you can still pre-order Metro: Last Light, Company of Heroes 2, and South Park: The Stick of Truth. Our teams are still working on those titles as you read this, and all other rumored titles, like the fourth Saints Row, the Homefront sequel, and a lot more are also still in the works. |
| — Джейсон Рубін, прес-реліз THQ | |

Суддя Мері Ф. Волрат вирішила провести аукціон для окремих активів, і конкуруючі пропозиції щодо окремих частин THQ перемогли. Хоча багато співробітників втратили роботу внаслідок банкрутства, команди розробників Relic (купленої Sega), Volition (купленої Koch Media) та THQ Montreal (купленої Ubisoft) залишилися недоторканими, як і значна частина Vigil, яка стала Crytek USA, і всі продукти THQ, що були в розробці, які пережили банкрутство, вийшли або мають вийти найближчим часом.
У грудні 2012 року THQ об'єдналася з командою Humble Bundle на Wolfire Games, щоб створити Humble THQ Bundle, зібравши понад 5 мільйонів доларів, значна частина яких була спрямована на благодійність. Рубін пожертвував понад 10 000 доларів на благодійність у рамках заходу.
Під час E3 2014 було оголошено, що Рубін приєднався до Oculus VR, очолюючи ініціативи Oculus щодо контенту власної розробки в Сіетлі, Сан-Франциско, Менло-Парку, Далласі та Ірвайні.
У 2021 році, після ребрендингу материнської компанії Oculus, Facebook, на Meta, Рубін став віце-президентом Metaverse Content, очолюючи виробничі команди компанії з VR та Metaverse Content, внутрішні студії, видавничу службу та екосистему розробників.

## Інші проєкти
Рубін також створив дві серії коміксів. «Залізний святий» (англ. The Iron Saint), спочатку відомий як «Залізо та Діва» (англ. Iron and the Maiden), був опублікований видавництвом Aspen Comics, а ілюстрації до нього розробили такі художники, як Джо Мадурейра, Джефф Мацуда, Френсіс Манапул та Джоел Ґомес. «Таємничі шляхи» був опублікований видавництвом TopCow Comics та містить ілюстрації Тайлера Кіркема.
Рубін також став співзасновником інтернет-стартапу під назвою Flektor разом зі співзасновником Naughty Dog Енді Ґевіном та колишнім керівником HBO Джейсоном Кеєм. У травні 2007 року компанію було продано Fox Interactive Media, яка є підрозділом News Corp. Fox описав компанію як: «веб-сайт наступного покоління, який надає користувачам набір веб-інструментів для перетворення їхніх фотографій та відео на динамічні слайд-шоу, листівки, інтерактивні презентації в реальному часі та відеомікси». У жовтні 2007 року Flektor у партнерстві зі своєю дочірньою компанією Myspace та MTV забезпечила миттєвий зворотний зв'язок від аудиторії через опитування для інтерактивної серії MySpace/MTV Presidential Dialogues з тодішнім кандидатом у президенти сенатором Бараком Обамою.
| Рік  | Назва гри                              | Роль                                |
| ---- | -------------------------------------- | ----------------------------------- |
| 1985 | Math Jam                               | Провідний програміст                |
| 1986 | Ski Crazed                             | Провідний програміст                |
| 1987 | Dream Zone                             | Провідний художник                  |
| 1989 | Keef the Thief                         | Режисер                             |
| 1991 | Rings of Power                         | Режисер, ігровий дизайнер           |
| 1994 | Way of the Warrior                     | Режисер, продюсер, ігровий дизайнер |
| 1996 | Crash Bandicoot                        | Режисер                             |
| 1997 | Crash Bandicoot 2: Cortex Strikes Back | Режисер                             |
| 1998 | Crash Bandicoot 3: Warped              | Режисер                             |
| 1999 | Crash Team Racing                      | Режисер                             |
| 2001 | Jak and Daxter: The Precursor Legacy   | Режисер                             |
| 2003 | Jak II                                 | Режисер                             |
| 2004 | Jak 3                                  | Режисер                             |